# Націонал-соціалістична робітнича партія Данії

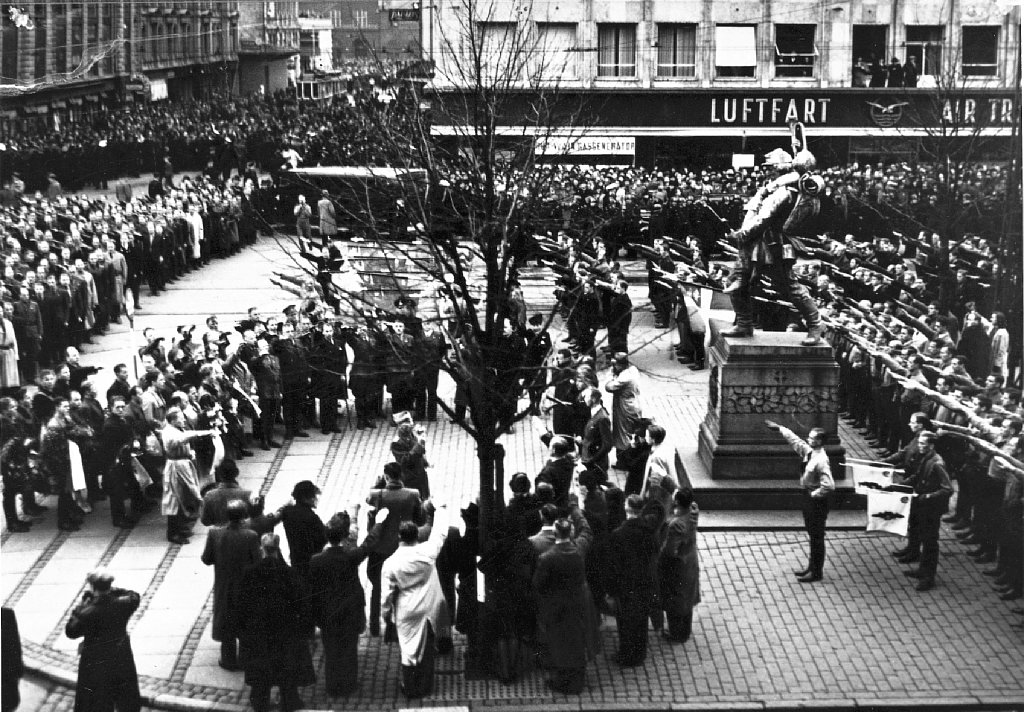
Парад НСРПД на Ратушній площі Копенгагена 17 листопада 1940 року

Націонал-соціалістична робітнича партія Данії (дан. Danmarks Nationalsocialistiske Arbejderparti, DNSAP) — данська націонал-соціалістична політична партія, заснована у 1930 році; найбільша націонал-соціалістична партія країни до та під час Другої світової війни. Найбільшого розквіту зазнала за часів німецької окупації Данії.
Офіційно розпущена у 1945 році після звільнення Данії військами союзників, майже повністю втративши народну підтримку, хоча деякі її колишні члени намагалися продовжувати її діяльність.

## Створення, керівництво та програма партії
Партія була заснована у Копенгагені 16 листопада 1930 року після успіху німецьких нацистів на виборах до рейхстагу того ж року. У заснуванні брали участь п'ятеро осіб — Кай Лембке, Георг Фредеріксен, Ейнар Йорґенсен, Курт Карліс Хансен та Кнуд Б. Вессельтофт, які пообіцяли безкомпромісно — за потреби навіть ціною свого життя — боротися за цілі партії, та проголосили про те, що програма партії залишиться незмінною до того, як мета буде досягнута і тоді партія буде розпущена. Засновники партії обрали її керівником Кая Лембке та передали йому безумовний авторитет у партії.

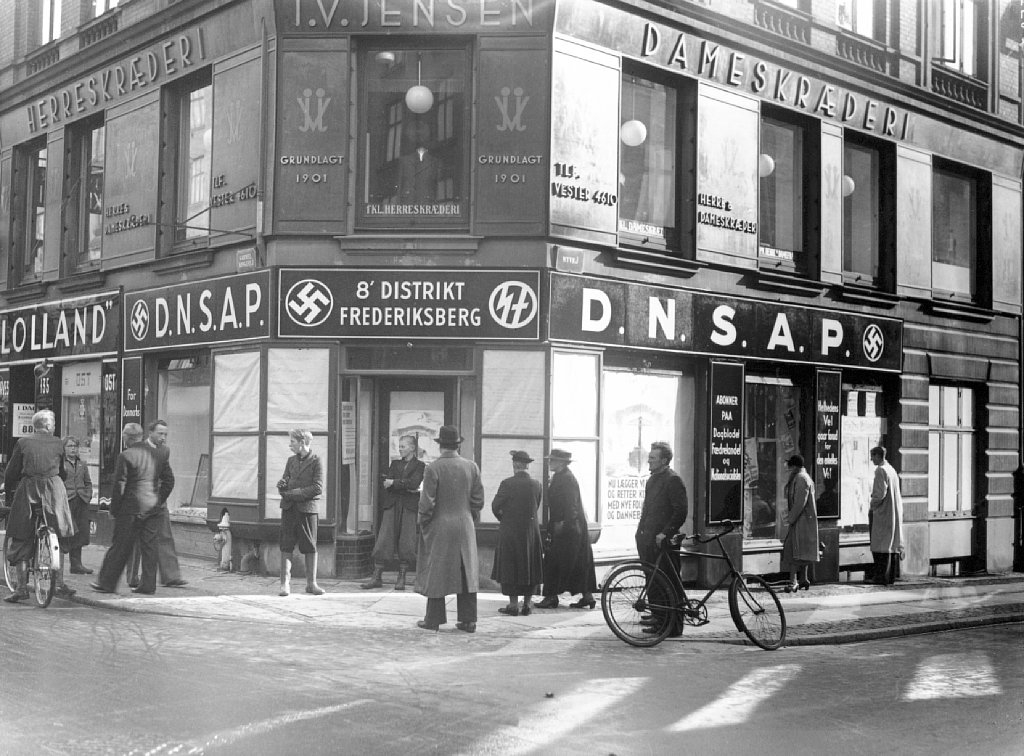
Районний відділ НСРПД у Фредеріксберзі по вулиці Ґаммель-Конґевай у 1940 році, Копенгаген

Новостворена партія багато у чому наслідувала НСДАП, зокрема були скопійовані основні атрибути (коричнева уніформа, використання свастики як символу партії і нацистського вітання та назву «штурмові загони» (SA —«Storm Afdelinger») для власної напіввійськової організації. Партійна програма являла собою фактично переклад 25 пунктів програми НСДАП, і навіть офіційний гімн партії був просто данською версією пісні Горста Весселя. Партія переслідувала явні антисемітські цілі, хоча й не у таким масштабах, як німецькі нацисти.
Втім, партія все ж мала низку відмінностей від НСДАП: члени НСРПД-данські націоналісти хотіли перенесення кордону Данії на південь з метою отримання усієї території історичного Герцогства Шлезвіг, що перенесло б більшу частку етнічних німців під контроль Данії. НСРПД насправді вважала німців північного та південного Шлезвіга германізованими данцями, яких політичним шляхом можна повернути до їх данського походження. Німці ж прагнули включити північну частину Шлезвіга до складу німецької держави.
НСРПД також підтримувала лояльність до данської монархії та Церкви Данії.

### Партійна програма у 1930 році
Партія виклала свою програму у 25 пунктах, яка, як зазначалося, здебільшого була просто точним данським перекладом програми німецької націонал-соціалістичної партії (що також налічувала 25 пунктів) від лютого 1920 року, пристосованим до реалій країни.
• розпуск та заборона Комуністичної партії Данії (пункт 2);
• країна та землі (колонії) як місце для збільшення населення (пункт 3);
• обмеження іміграції (пункт 8);
• заміна збройних сил армією, яка може бути використана для нападу (пункт 22);
• судові переслідування мистецьких та літературних напрямів, які вважалися шкідливими для народу (пункт 23);
• потужна державна влада з безперечним авторитетом над країною (пункт 25).

### Ставлення до євреїв
Метою партії було ведення «визвольної боротьби» за «звільнення данського народу від панування єврейського матеріалістичного духу». У пункті 4 партійної програми йшлося про те, що «лише ті, хто належить до народу, можуть бути громадянами країни. Такими є лише ті, що мають данську кров. Євреї не належать до народу.» У пункті 5 зазначалося, що «негромадяни мають розглядатися як гості та підкорятися законодавству щодо іноземців.»
Для порівняння, в одному з пунктів прийнятої у 1920 році для НСРПН партійної програми йшлося наступне: «Громадянином Німеччини може бути лише той, хто належить до німецької нації, у чиїх жилах тече німецька кров, незалежно від релігійної приналежності. Таким чином, жоден єврей не може бути віднесений до німецької нації, а також бути громадянином Німеччини.» У наступному пункті йшлося про те, що «Той, хто не є громадянином Німеччини, може проживати у ній як гість на правах іноземця. Кожен іноземець зобов'язаний дотримуватися вимог законодавства щодо іноземців.» 

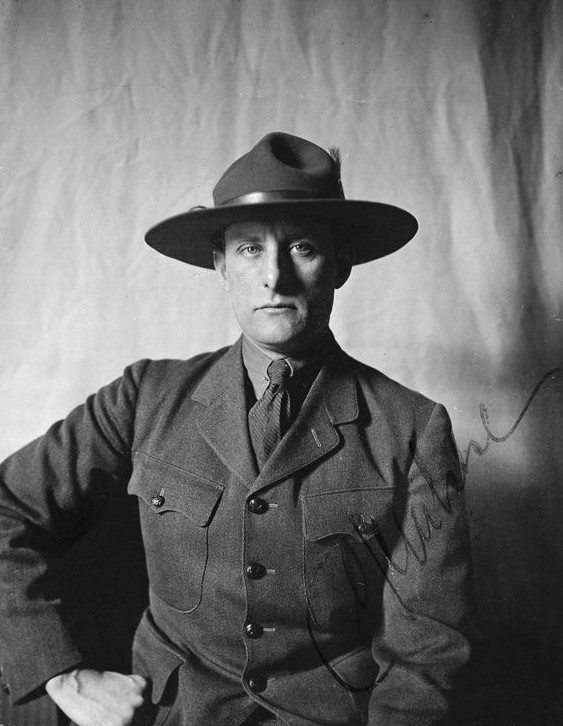
Кай Лембке, очільник НСРПД у 1930–1933 рр.

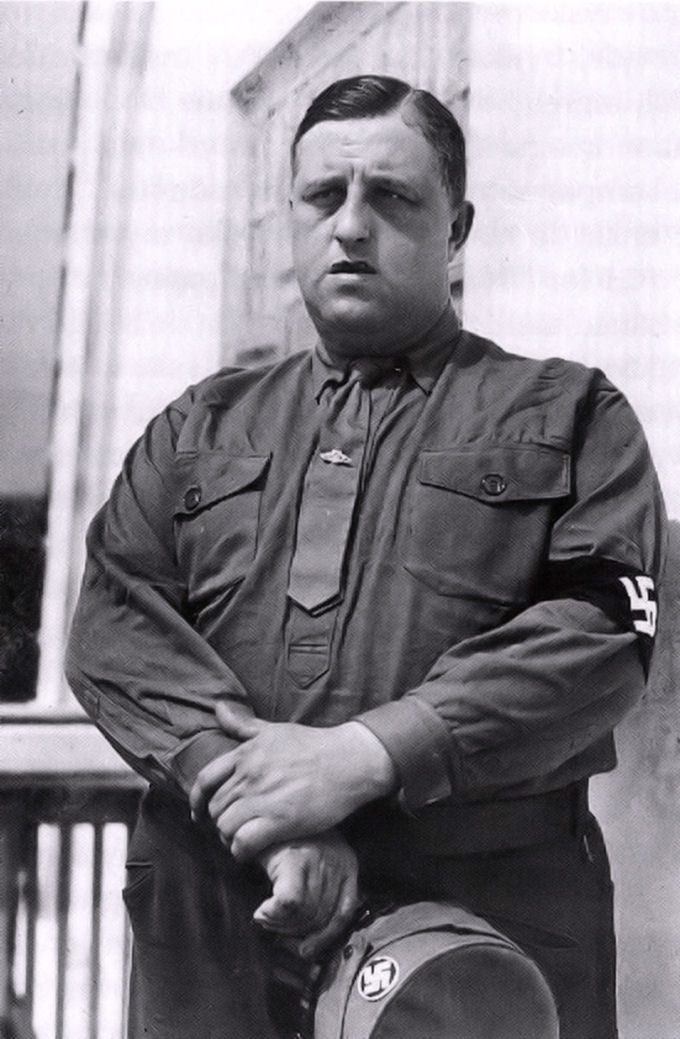
Фріц Клаусен, очільник партії у 1933–1943 рр.

### Нове керівництво і нова партійна програма від 1933 року
Ексцентричний ротмістр Кай Лембке був доволі примхливим та йому не вистачало очевидного політичного чуття як для вождя, тому зростаюча невдоволеність його характером та жорстокістю разом із постійними хвилюваннями у Копенгагенському регіоні партії призвели у липні 1933 року до того, що відділення партії у південній та північній Ютландії відмовилися від своєї присяги до Лембке та проголосили Фріца Клаусена лідером для всієї Ютландії, який водночас перейняв і щотижневе партійне видання, газету «National-Socialisten» (дан. «Націонал-соціаліст»). Кілька днів потому відділення партії у Ютландії було закрите, і Клаусен був обраний новим лідером партії. Лембке у наступні роки даремно намагався відновити своє лідерство за підтримки решти членів партії. За перебування Лембке на посаді керівника НСРПД до неї вступили лише кілька сотень членів та вона не змогла заручитися навіть мінімальною підтримкою на виборах до Фолькетингу у 1932 році. Клаусен же зосередив основну діяльність на території рідного Північного Шлезвіга, де проживала найчисленніша у Данії німецька діаспора та де підтримка НСРПД була найактивнішою.
У новій партійній програмі від вересня 1933 року 25 вимог партії скоротилися до лише 8 пунктів, які містили значно менш конкретні формулювання. Наприклад, про єврейське питання тепер йшлося окремо, що партія «прагне повернення данського народу, економічно та морально, на основі нордичної культури та раси». Після цього програма партії не замінювалася та не оновлювалася.

### Керівництво партії у 1943–1945 рр.
Після незадовільного для партії результату виборів до Фолькетингу у березні 1943 року та вивільнення окупаційної влади від партії Фріц Клаусен тимчасово відійшов від справ на користь свого заступника Теофілуса Ларсена. Восени 1943 року Фріц Клаусен записався військовим лікарем до Ваффен-СС, звідки у квітні 1944 року він знову повертається до Данії, а 5 травня він формально склав свої лідерські повноваження, які були передані раді керівників із трьох осіб, на чолі якої стояв К.О. Йорґенсен. Рада керівників виключила з партії Фріца Клаусена 22 листопада 1944 року, і 20 січня 1945 року новим лідером партії став К.О. Йорґенсен.

## Діяльність у період окупації Данії
НСРПД підтримувала вторгнення гітлерівських військ до Данії та подальшу окупацію країни 9 квітня 1940 року. Наприкінці 1940 року відбувся перехід до нацистського уряду за підтримки німецького адміністратора, Сесіля фон Ренте-Фінка, проте через політику співпраці із легітимним данським урядом було вирішено краще зачекати із цим до моменту перемоги Німеччини у війні, хоча НСРПД вже отримувала фінансову та політичну підтримку від Німеччини. Таким чином данський уряд отримав дозвіл продовжувати свою діяльність, але лише за умови співпраці із Третім Рейхом.
Головним фактором, що вплинув на вирішення Ренте-Фінка, були партійні збори 17 листопада 1940 року, заплановані як сигнал перейняття партією політичної влади у Данії. Учасники зборів мали сутички з величезним натовпом, кількість осіб у якому у кілька разів перевищувала кількість власне учасників зборів, і члени партії були змушені шукати захисту у данської поліції, яка після зборів також мала доправити їх у безпечне місце, щоб уникнути нападів та побиттів від населення.
НСРПД також виступила із пропозицією відновити старі кордони та повернути Північний Шлезвіг німцям, але це також довелося відкласти до остаточної перемоги Німеччини. У складі коаліційного уряду військового часу (1940—1943) представники НСРПД були відсутні. Навіть на виборах до парламенту 1943 року НСРПД набрала лише 43 тисячі голосів, заледве покращивши свій довоєнний рейтинг. Наступного дня Фріц Клаусен відмовився від фінансової підтримки з Німеччини, вирішивши дотримуватися «суто данської» національної лінії[сторінка?]. Згодом його було відправлено у відставку та на Східний фронт у якості польового хірурга.
На той час кількість членів партії складала близько 40 тисяч осіб. Місцеве населення загалом ставилося до членів партії зневажливо та бойкотувало їх заходи.
Після окупації країни НРСПД прагнула зайняти таке ж положення у Данії, як партія «Національна єдність» у Норвегії, проте на відміну від Квіслінга у Норвегії та Мюссерта в Нідерландах, Фріц Клаусен так і не отримав посаду при владі. Надалі НСРПД була активно задіяна у створенні данських підрозділів СС.

## Члени НСРПД
У 1930-х роках послідовникам партії здебільшого походили з сільського господарства, постраждалого через Велику депресію. Серед налаштованого проти німців після поразки у Дансько-прусській війні населення партія отримала дуже незначну підтримку.
Станом на кінець 1939 року партія налічувала приблизно 5000 членів, найбільша кількість була зафіксована у березні 1943 року — 19 000 членів. Навесні 1945 року до партії входили приблизно 12 000 членів. Приблизно чверть усіх членів партії становили жінки. Згідно із підрахунками, приблизно 39 000 осіб входили або були колись членами партії у період із 1930 по 1945 рр.
За весь час існування партії Південна Ютландія (або ж Північний Шлезвіг) була тим регіоном, де підтримка партії була найсильнішою. Іншими округами із відносно високою кількістю членів партії були округи Ольборґ, Рандерс та Орхус, а також Лолланд-Фальстер разом із Фредеріксборґом, округи Копенгаген, Роскілле та Соре.
Існує документ під назвою Боврупська картотека, створений лідером партії Фріцем Клаусеном у Боврупі, який містить загальний список усіх членів партії. На даний момент він зберігається у Державному архіві Данії. Частина цього документу, яка щороку збільшується через закінчення терміну дії авторських прав, наразі доступна у цифровій формі.
Відомим членом партії також була данська письменниця та журналістка Ольга Еґерс.

## Вибори до Фолькетингу
Призначення Фріца Клаусена також не сприяло особливій популярності партії.
Партія брала участь у виборах до Фолькетингу 22 жовтня 1935 року із 61 кандидатом, здобувши у них близько 16 000 голосів. Це становило приблизно 1% від загальної кількості голосів (1 651 132), тому НСРПД не змогла отримати своє представництво у Фолькетингу.
Партія знову висувалася на вибори до Фолькетингу 3 квітня 1939 року із 87 кандидатами, на яких здобула близько 31 000 голосів (близько 1,8% від загальної кількості голосів - 1 709 556) та відкрила три мандати у Фолькетингу, які отримав лікар Фріц Клаусен (керівник партії) із Боврупа, довірена особа Оґе Хенріксен із Геллерупа та коваль Теодор М. Андерсен із Маріаґера.
На виборах до Фолькетинґу 23 березня 1943 року партія із 116 кандидатами отримала 43 000 голосів, що відповідало вже 2,1% від загальної кількості голосів (2 040 583), що дало партії три мандати, які були передані редактору Хельґе Банґстеду із Люнґбю, лікареві Фріцу Клаусену із Боврупа та бізнесмену Ейнару Йорґенсену із Ґлострупа. Зважаючи на те, що партія із виборів у 1939 році вчетверо збільшила кількість своїх членів, помірний успіх на виборах 1943 року був несподіванкою та розчаруванням.
На усіх трьох виборах партія мала найбільший процент виборців у Південній Ютландії – у 1943 році він налічував 4,5% виборців проти 1,8% у інших частинах країни.

## Організація
Перший організаційний план партії був представлений у 1931 році. Новий організаційний план набув чинності у 1934 після приходу до влади Фріца Клаусена. Пізніші оновлення були зроблені у 1936 та 1938 роках. Останній організаційний план партії був представлений у лютому 1943 року: нараховував 55 сторінок і був значно вичерпнішим за попередні; він був прямо надихнутий німецькою нацистською організаційною книгу 1936 року у 596 сторінок.
На чолі партії стояв вождь (дан. føreren), який мав найбільшу владу у всіх партійних справах. На допомогу собі вождь на центральному рівні мав партійний штаб із звичайними лідерами штабів (дан. stabsledere), низкою обласних лідерів (дан. landsledere), кожен з яких мав власну сферу відповідальності, напр., законодавство, культура, сільське господарство та народна просвіта. Географічно існувала ієрархічно побудована організація з лідерами ключових регіонів (дан. sysler; здебільшого тих, що відповідали тодішнім 25 округам Данії), над сотнями (дан. herreder); для торгових міст) з відділеннями (дан. afdelinger) в основі, до груп (дан. grupper) та найменших частин – блоків (дан. blokke), які мали задачу цілком локальну і вербували нових членів партії.
Із загальнонаціональних, колегіальних органів утворювалася велика рада (дан. storråd) як форум для представлення «важливих політичних або організаторських повідомлень від Вождя», т.зв. тинг вождя (дан. førerting), де рішення вождя проголошувалися на щорічних зустрічах, разом із почесним правом (дан. æresret) на урегулювання спорів між членами партії. Додатками до партії була низка організацій, серед яких були «Націонал-соціалістична молодь Данії», спортивні загони (СА), Робітничий фронт (дан. Arbejdsfronten) та Націонал-соціалістичний союз вчителів (дан. Nationalsocialistisk Lærer-Forbund).
Жоден із організаційних планів «... не був реальним вираженням фактичних організаційних відношень у партії. Більша їх частина лишилася на папері.» Партійний апарат був доволі невеликим порівняно із величиною партії.

## Штурмові загони (SA)

Емблема штурмових загонів

НСРПД мала власні свої власні штурмові загони — СА (S.A.; дан. Storm Afdeling), традиційною формою яких була коричнева сорочка з чорними галіфе та чорними високими чоботами, чорною краваткою і чорною нарукавною пов'язкою із білою свастикою. Головним убором слугував чорний кашкет або чорна пілотка. На кашкетах була кокарда із двох частин: власне національної данської кокарди та рунічних символів "S" and "A", вписаних у біле коло. "Повне обмундирування" включало у себе коричневий мундир, чорні галіфе та портупею, які носили з сорочкою кольору хакі, краваткою та пілоткою. Під час служби члени СА носили сталевий шолом данської армії із рунічним значком S.A.
У СА було сім початкових звань:
- Штурмовик (дан. SA-Maend)
- Командир секції із 3-9 осіб (дан. SA-Sektionsfører)
- Командир групи із 10-20 осіб (дан. SA-Gruppefører)
- Командир штурму із 4 груп (дан. SA-Stormfører)
- Командир колони — 3 або 4 штурмів (дан. SA-Kolonnensfører)
- Командир дивізії — кількох колон (дан. SA-Divisionsfører)
- Верховний командувач штурмових загонів (дан. Øverste SA-Fører)

Сім початкових звань штурмових загонів НСРПД згодом були розширені до тринадцяти згідно зі схемою нижче:
| Петлиці зі знаками розрізнення | Звання в СА        | Переклад                |
| ------------------------------ | ------------------ | ----------------------- |
|                                | SA-Stabschefen     | Начальник штабу         |
|                                | SA-Divisionsfører  | Командир дивізії        |
|                                | SA-Brigadefører    | Командир бригади        |
|                                | SA-Kommandant      | Комендант               |
|                                | SA-Overfylkefører  | Старший командир округу |
|                                | SA-Fylkefører      | Командир округу         |
|                                | SA-Kolonnensfører  | Командир колони         |
|                                | SA-Overstormfører  | Старший командир штурму |
|                                | SA-Stormfører      | Командир штурму         |
|                                | SA-Overgruppefører | Старший командир групи  |
|                                | SA-Gruppefører     | Командир групи          |
|                                | SA-Sektionsfører   | Командир секції         |
|                                | SA-Menig           | Рядовий                 |

## Періодичні видання
Друкований орган партії, газета «Fædrelandet» (дан. «Батьківщина»), виходила з січня 1939 по травень 1945 року. Газета, яку населення дуже не любило, відкрилася після кількох років масивної економічної підтримки з боку Німеччини; у 1941 році вона повністю перейшла до рук німців і припинила бути партійним органом у травні 1943 року. Редактором газети був Аксель Гойєр (1939–1940) спільно з К. К. Стеен-Расмусеном та Хельге Бангстедом (1940–1945). У 1940–1944 рр. тираж газети складав більше 10 тисяч екземлярів. Усі її постійні журналісти та більша частина віддалених працівників були засуджені у ході судових процесів після війни.
Щотижнева газета «National-Socialisten» (дан. «Націонал-соціаліст») виходила з жовтня 1931 по травень 1945 року та мала 8 різних редакторів, серед яких зокрема були Аксель Олесен (49 місяців) та К.К. Стеен-Расмусен (52 місяці). Ця газета, тираж якої невідомий, разом з газетою «Fædrelandet» була центральним органом поширення партійної позиції..
Окрім цього, серед періодичних видань НСРПД можна знайти наступні:
- «Jul i Norden» (дан. «Різдво на Півночі») — щорічне видання зі статтями про роботу партії протягом року та позицію партії щодо мистецтва та культури (1934–1944);
- «DNSAP’s Maanedsbreve» (дан. «Місячник НСРДП») —видання для керівників для наставлення членів та партії та підвищення політичної освіти (квітень 1935 – лютий 1945);
- «DNSAP. Leder-Meddelelser» (дан. «НСРДП, Головні повідомлення») — видання, що містило організаційні повідомлення (1941–1944).

## Вербування на військову службу
За часів окупації Данії партія брала участь у вербуванні добровольців на військову службу до Вільного корпусу СС «Данмарк» та Ваффен-СС – спочатку з літа 1940 по середину 1941 року, коли вербування не було дозволене, проте данський уряд ставився до нього толерантно, а потім – явно і відкрито з червня 1941 року після німецького вторгнення до СРСР, коли окупаційна влада сама займалася призовом добровольців. Партія відкрила численні вербувальні контори та агітувала за вступ на німецьку військову службу за допомогою плакатів та оголошень, що особливо підкреслювали необхідність боротьби з комунізмом; водночас партія бажала засвідчити свою конкурентоспроможність до окупаційної влади та прагнула можливості створити партійне військо, яке могло б бути застосоване у майбутньому державному перевороті.
Загальна кількість данських добровольців за оцінками складала приблизно 7 тисяч осіб, багато з яких полягли у боях на Східному фронті. Серед самих добровольців майже половина були членами НСРПД, а майже чверть симпатизувала партії.

## Відгалуження партії
За весь період свого існування партія була ареною для суперечок, формування фракцій та відгалужень. Загальний рахунок показав, що на той час існувало не менше 29 партійних утворень із самопроголошеною нацистською ідеологією. Серед них - із угрупуваннями, що конкурували із НСРПД - були:
- Націонал-соціалістична партія (National Socialistisk Parti), утворена у листопаді 1932 року зокрема В. Петерсеном зі своїм друкованим виданням Stormen, («Шторм»), яка на прохання окупаційної влади була заборонена у жовтні 1940 року;
- Данська соціалістична партія[da] (Dansk Socialistisk Parti), заснована у лютому 1935 року як заміна Націонал-соціалістичної партії;
- Націонал-соціалістична робітнича партія[da] (National Socialistisk Arbejder Parti), заснована у жовтні 1935 року Оґе Х. Андерсеном;
- Данське народне товариство[da] (Dansk Folkefællesskab), засноване 24 травня 1936 року Андерсом Маллінґом[da] та Й. Серенсеном;
- Данський північний фронт (Dansk Nordisk Front), заснований у 1940 році Х.О.Е. Олсеном;
- Данська народна партія (Dansk Folkeparti), утворена у лютому 1941 року зокрема В. Петерсеном;
- Рух Стельсіґа (Stelsig-Bevægelsen), утворена у 1942 році Францом Стельсіґом;
- Нова Данія (Det Nye Danmark), утворена у червні 1943 року;
- Данське національне зібрання[da] (Dansk National Samling), засноване 7 серпня 1944 року як велика кількість борців, що мали на меті перейняти політичну ініціативу у крайньому правому крилі від НСРПД.

Низка із цих угрупувань були об'єднані під НСРПД у березні 1945 року.

## Судові процеси після окупації
Основою для судових рішень після завершення окупації Данії була створена за допомогою т.зв. доповнення до кримінального законодавства (закон про державну зраду), який визначав кримінальну відповідальність зі зворотньою чинністю від 9 квітня 1940 року, оскільки втім дії, здійснені відповідно із «законами, наказами або вказівками» до 29 серпня 1943 року від законної, данської влади звільнювалися від кримінальної відповідальності. Згідно із доповненням до кримінального законодавства зокрема призначалося покарання для тих, хто:
- був членом вищого керівництва НСРПД і у якості такого сприяв або не зміг протидіяти співпраці із окупаційною владою, у тому числі шляхом пропаганди;
- виступав у якості видавця, редактора або керівника газети або журналу, який працював із просуванням німецької пропаганди, або письмово чи усно відкрито виступав на користь німецької пропаганди;
- надавав значну економічну підтримку органам преси або організаціям, які неправильним чином підтримували окупаційну владу;
- на додачу до просування німецьких інтересів неправильним чином протидіяв діяльності руху спротиву.

Близько 50 членів партії були засуджені згідно із цими положеннями. Згідно із доповненням до кримінального законодавства факт буття членом НСРПД сам по собі не карався, проте велика частина рядових членів партії попри це підпадала під судові процеси через порушення інших положень доповнення, зокрема доноси, службу у збройних силах, службу у німецькій поліції, поліції безпеки або у корпусі ХІПО (допоміжна поліція), саботажний рух разом – особливо – через участь у німецькій військовій службі, оскільки за підрахунками близько половина із 3300 добровільних учасників війни, які були засуджені до в'язниці від двох до п'яти років, були членами партії.

## Після 1950 року
Після того, як партія була оголошена банкрутом за рішенням Морського і комерційного суду та розпущена у зв'язку із визволенням Данії, вона була відновлена у 1951 році на чолі зі Свеном Салікатом, проте припинила своє існування наприкінці 1980-х рр. через вихід останніх старих активістів.
Сучасна партія «Націонал-соціалістичний рух Данії», заснована у 1991 році, позиціонує себе як наступниця НСРПД.